# Joan Balaciart i Albiol
Joan Balaciart i Albiol (Barcelona, 9 de juliol de 1896 - Barcelona, 19 de juny de 1994) fou un reconegut forjador i mestre artesá català.

## Biografia
Joan, fill de Rafael Balaciart i Serrat i de Vicenta Albiol Martorell, pertanyent a una estirp de forjadors forma part de la cinquena generació d'una família que arribà a Espanya amb l'Exèrcit del Francès. Ja de ben jove, Balaciart es va posar a fer d'aprenent de manyà, i ben aviat va aconseguir dominar la tècnica del ferro repujat. En acabar el servei militar, el 1917, es casà amb Dolors Tarrés i el 1921, amb només vint-i-quatre anys, va guanyar el primer premi del concurs convocat pel Gremi de Serrallers i Ferrers de Barcelona, amb participació d'empreses i artesans de tota Catalunya.

## Producció
Entre les seves produccions destaquen les serralleries dels edificis de la Caixa de Pensions i de la Delegació d'Hisenda de Barcelona a la Via Laietana i, també, les portes de ferro de l'Estació de França de Barcelona. Altres obres seves són els canelobres de la Santa Cova de Montserrat, els lampadaris de la capella del Sant Crist de Lepant de la Catedral de Barcelona i el vergat del Museu de la Muntanyeta a Dénia. Entre les seves obres més importants destaquen la realització d'uns dragons i cadires dibuixats per Puig i Cadafalch, unes àguiles per a la façana posterior del Palau Nacional de Montjuïc, les reixes i portes de la finca del marquès de Maristany, a Sant Pere de Ribes, avui convertida en Casino.

## La serralleriaCan Balaciart
El 1945 va traslladar el taller del carrer de Ventalló, al Camp d'en Grassot, a la ubicació actual. La serralleria del carrer de Pi i Margall, on treballà durant tants anys Joan Balaciart, ara en desús, és coneguda com a Can Balaciart. Tancada des dels anys vuitanta, Balanciart va seguir-hi treballant de portes endins fins a la seva mort, el 1994.

## Reconeixements
El 14 de juliol de 1982 va rebre la Medalla al treball President Macià de mans del Conseller de Treball Joan Rigol.